# Sobieski (Minnesota)
Sobieski – miasto w Stanach Zjednoczonych, w stanie Minnesota, w hrabstwie Morrison.